# Vistara
Vistara – indyjska linia lotnicza należąca do spółki Tata SIA Airlines Limited, z siedzibą w Gurgaon. Głównym portem lotniczym był port lotniczy Indiry Gandhi w Delhi. Linia została założona w 2013 jako joint venture Tata Sons Private Limited i Singapore Airlines (odpowiednio 51% i 49% udziałów). Pierwszy inauguracyjny lot na trasie Delhi-Mumbaj odbył się 9 stycznia 2015.
W listopadzie 2024, w ramach planowanej konsolidacji przewoźników z konglomeratu TATA, doszło do wchłonięcia przewoźnika wraz z całą jego flotą i trasami przez Air India.